# Gilah Leder
Gilah Chaya Vanderhoek Leder  (* 1941 in Hilversum) ist eine australische Mathematikdidaktikerin, die sich besonders mit genderspezifischen Fragen im Mathematikunterricht befasst.
Leder wurde als Jüdin in den Niederlanden unter deutscher Besatzung bei einer katholischen Familie versteckt. Nach dem Krieg war sie wieder mit ihrer Familie vereint und ging in den Niederlanden zur Schule, bis die Familie 1953 nach Adelaide auswanderte. Sie studierte Mathematik an der University of Adelaide mit dem Bachelor-Abschluss (mit einer Arbeit über Boolesche Algebra) 1963 und dem Diplom in Pädagogik 1965. Danach war sie Lehrerin an einer High School in Melbourne, wohin sie nach ihrer Heirat gezogen war, bevor sie am Melbourne Secondary Teachers College lehrte. Nach der Geburt ihrer beiden Kinder war sie Forschungsassistentin und Tutor an der Monash University, an der sie 1973 ihren Master in Pädagogik erhielt und 1979 promoviert wurde. Die Dissertation war über Ängste von Mädchen und Auswirkungen von Geschlechtsunterschieden im Mathematikunterricht. 1978 wurde sie Lecturer, 1982 Senior Lecturer und 1988 Professorin für Pädagogik an der Monash University. 1994 wurde sie Professorin an der Graduate School of Education der La Trobe University. 2000 bis 2007 war sie dort Director of Graduate Studies und Direktorin des Institute for Advanced Study. 2007 ging sie offiziell in den Ruhestand, lehrte und forschte aber weiter dort und an der Monash University, wo sie Adjunct Professor ist.
Leder setzte sich schon als Studentin für Chancengleichheit ein. Sie war Mitglied einer Studentenkommission, die durchsetzte, dass Studentinnen in Südaustralien auch Hosen tragen durften. Ihre Forschung ist stark von der Frage beeinflusst, warum so wenig Frauen mathematische Fächer an Schule und Universität wählten. Sie arbeitete dabei auch mit  Elizabeth Fennema von der University of Wisconsin, Madison, zusammen. Sie fand, dass schon sehr früh Mathematik von Mädchen als männerspezifisches Fach gesehen wurde, Mädchen mit mathematischen Fähigkeiten dazu tendierten ihre Fähigkeiten zu unterschätzen und  Lehrer an den Schulen eine offene oder unterschwellige Tendenz hatten eher Jungen als Mädchen zu fördern. Sie untersuchte auch allgemeiner den Einfluss von kulturellem und ethnischen Hintergrund auf das mathematische Lernen.
1994 bis 1998 war sie Präsidentin der Mathematics Education Research Group of Australasia (MERGA) und Mitglied auf Lebenszeit und 1999 bis 2001 Präsidentin der International Group for the Psychology of Mathematics Education (PME). 1995 bis 2002 war sie im Executive Committee der International Commission on Mathematical Instruction  (ICMI). 2002 bis 2004 war sie Gastprofessorin in Schweden. Sie ist Mitglied der Academy of the Social Sciences in Australia.
2009 erhielt sie die Felix Klein Medal.

## Schriften
- mit Elizabeth Fennema (Hrsg.): Mathematics and Gender, New York: Teachers College Press 1990
- mit Shirley Sampson (Hrsg.): Educating Girls: Practice and Research, Sydney: Allen and Unwin 1989
- Herausgeber mit Erkki Pehkonen, Günter Törner: Beliefs: A Hidden Variable in Mathematics Education ?, Kluwer 2002
  - Darin von Leder, Helen J. Forgasz: Measuring mathematical beliefs and their impact on the learning of mathematics: a new approach (Kapitel 6)
- Mathematics and gender: Changing perspectives, in: D. Grouws (Hrsg.), Handbook of Research on Mathematics Teaching and Learning, Macmillan 1992, S. 597–622
- Herausgeberin, Educational Studies in Mathematics, Band 28, Heft 3, Special issue on Mathematics and Gender, 1995
- mit R. Gunstone: Quantitative Methods in Education Research. A Case Study, Geelong: Deakon University Press 1992
- mit L. Yates: Student pathways: a review and overview of national databases on gender equity, Canberra, Department of Education and Training, and Children’s Youth and Family Bureau, 1996
- mit H. Forgasz, C. Solar: Research and Intervention Programs: A Gendered Issue, in A. Bishop (Hrsg.), International Handbook of Mathematics Education, Kluwer 1996